# SSTB213 J041757
SSTB213 J041757 é um planeta binário na constelação de Touro, cerca de 140 parsecs da Terra.
SSTB213 J041757 A possui 3 a 4 vezes a massa de Júpiter, enquanto sua companheira SSTB213 J041757 B possui 1 a 2 vezes a massa de Júpiter. Ambos são gigantes gasosos, com 2 e 1,7 vezes o tamanho de Júpiter respectivamente, e temperaturas de 1.650 e 1.125 K.
SSTB213 J041757 é um sistema relativamente novo, com apenas um milhão de anos de idade. Seus componentes são separados por 345 unidades astronômicas. Acredita-se que seja um progenitor de anãs marrons.
1. ↑  Barrado, D.; Morales-Calderón, M.; Palau, A.; Bayo, A.; Gregorio-Monsalvo, I. de; Eiroa, C.; Huélamo, N.; Bouy, H.; Morata, O. (1 de dezembro de 2009). «A proto brown dwarf candidate in Taurus». Astronomy & Astrophysics (em inglês) (2): 859–867. ISSN 0004-6361. doi:10.1051/0004-6361/200912276. Consultado em 19 de janeiro de 2025
2. 1 2 3  Martin, Pierre-Yves (2022). «Planet SSTB213 J041757». exoplanet.eu (em inglês). Consultado em 19 de janeiro de 2025
3. 1 2  Martin, Pierre-Yves (2022). «Planet SSTB213 J041757 b». exoplanet.eu (em inglês). Consultado em 19 de janeiro de 2025